# Unter Anklage – Der Fall McMartin
| Figur             | Darsteller         | Deutscher Sprecher |
| ----------------- | ------------------ | ------------------ |
| Danny Davis       | James Woods        | Frank Glaubrecht   |
| Lael Rubin        | Mercedes Ruehl     | Viktoria Brams     |
| Kee MacFarlane    | Lolita Davidovitch | Inez Günther       |
| Ray Buckey        | Henry Thomas       | Niko Macoulis      |
| Virginia McMartin | Sada Thompson      | Anita Höfer        |
| Peggy Buckey      | Shirley Knight     | Katharina Lopinski |
| Wayne Satz        | Mark Blum          | Gudo Hoegel        |
| Ira Reiner        | Richard Bradford   | Klaus Kindler      |
| Richter Pounders  | James Cromwell     | Harald Dietl       |

Unter Anklage – Der Fall McMartin (Originaltitel Indictment: The McMartin Trial) ist ein Fernseh-Gerichtsdrama, das 1995 produziert wurde mit James Woods in der Hauptrolle. Er basiert auf der wahren Geschichte der Missbrauchsvorwürfe an der McMartin-Vorschule. Ausführender Produzent dieses Fernsehfilms war Oliver Stone.

## Handlung
Die Familie McMartin betreibt eine Vorschule in Manhattan Beach in Kalifornien. Nach Vorwürfen einer Mutter über den angeblichen Missbrauch ihres Sohnes wird gegen das gesamte Personal der Vorschule ermittelt. Die Vorwürfe steigern sich zu sexuellem Missbrauch in Verbindung mit satanistischen Ritualen in über 100 Fällen. Es wird Anklage erhoben, der Fall wird in der Presse vorab als Riesenskandal beschrieben, und die Verdächtigen sollen bis zum Prozess eingesperrt werden, obwohl das nur für Mordfälle der Fall ist. Zusätzlich verursacht der Fall eine Massenhysterie im ganzen Land, die dazu führt, dass andere Vorschulen Opfer von ungerechtfertigten Verfolgungen werden.
Der Anwalt der Familie Danny Davis stellt fest, dass die meisten Tatvorwürfe auf Aussagen von Kindern nach suggestiven Befragungen basieren, die die sich als Psychotherapeutin ausgebende, aber in diesem Bereich gänzlich unqualifizierte Kee MacFarlane gestellt hat, die den Fall zusätzlich aufgebauscht hat, um so berühmt zu werden. Zusätzlich stellt sich heraus, dass der Reporter Wayne Satz, der in der Presse über den Fall berichtet, mit Miss MacFarlane liiert ist, was zu der nicht objektiven Presseberichterstattung geführt hat. Außerdem wird bei der ersten Mutter, die begründet einen Missbrauch meldete und später Selbstmord beging, eine schwere psychische Erkrankung festgestellt. Dabei wird zusätzlich auch begründet entdeckt, dass ihr Sohn in Wahrheit vielleicht von seinem Vater sexuell missbraucht wurde. Nach und nach erkennen Verteidigung und Staatsanwaltschaft diese Verfehlungen und andere Unstimmigkeiten, was die übereifrige Staatsanwältin des Falles Lael Rubin trotzdem nicht erkennen will.
Immer mehr Vorwürfe müssen am Ende dennoch fallen gelassen werden. Am Ende werden alle Angeklagten freigesprochen, und die Staatsanwaltschaft, allen voran Lael Rubin, geht aus dem Prozess blamiert hervor. Ein zweiter Prozess wurde aufgrund der entstandenen Hysterie und des daraus resultierenden öffentlichen Druckes dennoch von der Staatsanwaltschaft angestrengt und endete wieder mit einem Freispruch. Die sieben Jahre dauernden Prozesse kosteten die damalige Rekordsumme von 16 Millionen Dollar und zerstörte das Leben vieler Menschen, einschließlich der Kinder und der Angeklagten, wobei zusätzlich das tatsächliche Opfer sexuellen Missbrauchs keine Gerechtigkeit bekommen kann, weil die Affäre seinen Fall kompromittiert hat, so dass man immer bei seinem Fall berechtigte Zweifel aufgrund der Ereignisse anführen kann ganz gleich wer sich als der wahre Täter seines Missbrauchs herausstellen sollte.

## Rezeption
„Der Film hat keinen Anspruch auf Objektivität: Es gibt gute Jungs in der McMartin-Saga, und es gibt sehr, sehr schlechte Jungs […] Versucht auch nicht, den Film auf schwierige Fragen zu untersuchen. Es ist ein Drama, nicht so sehr über den schmerzhaften Prozess der Kindergeschichten von Missbrauch oder über die Angst und Schuld ihrer Eltern, sondern über die Zerstörungswut eines Systems, das Amok läuft.“

„Sauber recherchiertes, brisantes Krimidrama“

„James Woods (Nixon) spielt die Hauptrolle in einem hochkarätigen Gerichtsdrama von Mick Jackson (Bodyguard), das das amerikanische Justizsystem anhand eines authentischen Falls in Frage stellt und die Praktiken der Sensationsmedien anprangert. Bis in die Nebenrollen glänzend besetzt, bietet dieser ambitionierte Justiz-Thriller zwei Stunden Spannung pur, die mit zwei Golden Globes bedacht wurde und in England auf Anhieb die Top 10 der Videocharts erreichte.“

Der Film gewann die Golden Globe Awards 1996 für beste Miniserie oder Fernsehfilm sowie für Shirley Knight als beste Nebendarstellerin. Er wurde auch für zwei weitere Golden Globe Awards 1996 nominiert. Einen Emmy in der 47. Emmy-Verleihung 1995 gewann der Film in der Kategorie „Außergewöhnlicher Fernsehfilm“ und Shirley Knight für die beste Nebendarstellerin und Richard A. Harris für seine Schnittarbeit. Er wurde auch für drei weitere Emmys nominiert. Den Directors Guild of America Award gewann der Regisseur Mick Jackson und den America Cinema Editors Award gewann Richard A. Harris. Den Cable ACE Award gewann Richard A. Harris. Der Film wurde auch für sechs weitere Preise nominiert.